# Perimoscelio tyrbastes
Perimoscelio tyrbastes  (лат.) — ископаемый вид перепончатокрылых наездников рода Perimoscelio из семейства Scelionidae. Один из древнейших представителей паразитических перепончатокрылых. Обнаружен в меловом испанском янтаре (Álava), альбский ярус, формация Escucha, около 110 млн лет).

## Описание
Мелкие перепончатокрылые наездники. Длина тела 0,80—1,15 мм. Скульптура поверхности пунктированная. Голова в 1,25 раз шире своей длины. Сложные фасеточные глаза округлые, занимают большую часть головы. Усики 11-члениковые, булава состоит из 5 сегментов; скапус в 4 или 5 раз длиннее своей ширины. Формула шпор голеней: 1-2-2.
Вид Perimoscelio tyrbastes был впервые описан по останкам в янтаре в 2014 году испанским энтомологом Дж. Ортега-Бланко (Jaime Ortega-Blanco, Departament d’Estra-tigrafia, Paleontologia i Geociencies Marines, Universitat de Barcelona, Барселона, Испания), канадским биологом Рианом МакКелларом (Ryan C. McKellar, Department of Earth & Atmospheric Sciences, University of Alberta, Эдмонтон, Канада), и американским палеоэнтомологом Майклом Энджелом (M. S. Engel, Division of Invertebrate Zoology, American Museum of Natural History, New York; and Division of Entomology, Paleoentomology, Natural History Museum, and Department of Ecology & Evolutionary Biology, Канзасский университет, Лоренс, Канзас, США) вместе с такими видами как Proterosceliopsis masneri, Bruescelio platycephalus и другими. Включён в состав рода Perimoscelio вместе с видом Perimoscelio confector.